# FDM
Multiplexação por divisão de frequência (MDF), ou do inglês Frequency Division Multiplexing - FDM, é um tipo de multiplexação que permite transmitir simultaneamente vários sinais, dentro do mesmo espaço físico (meio de transmissão), onde cada sinal (canal de comunicação), possui uma banda espectral própria e bem definida.
As técnicas de multiplexação são muito importantes para que se possa garantir o uso racional das larguras de banda. A transmissão de rádio AM e FM e a transmissão televisiva são exemplos comuns de aplicações que utilizam técnicas de multiplexação, porém essas aplicações utilizam principalmente um dos modos de multiplexação.